# Carlo Carafa della Spina
Carlo kardinal Carafa della Spina, C.R., italijanski rimskokatoliški duhovnik, škof in kardinal, * 21. april 1611, Rim, † 19. oktober 1680, Rim.

## Življenjepis
13. julija 1644 je bil imenovan za škofa Averse; škofovsko posvečenje je prejel 21. septembra istega leta.
13. avgusta 1658 je bil imenovan za apostolskega nuncija v Avstriji; s tega položaja je odstopil leta 1664.
14. januarja 1664 je bil povzdignjen v kardinala in imenovan za kardinal-duhovnika S. Susanna; 27. maja 1675 je bil imenovan še za kardinal-duhovnika S. Maria in Via.